# Міккель Кауфманн
Міккель Кауфманн Соренсен (дан. Mikkel Kaufmann Sørensen, нар. 3 січня 2001, Ольборг, Данія) — данський футболіст, форвард клубу «Копенгаген». На умовах оренди виступає за німецький «Карлсруе».

## Ігрова кар'єра

### Клубна
Міккель Кауфман народився у місті Ольборг і є вихованцем місцевого однойменного клуба. У серпні 2018 року Кауфман дебютував у матчах Суперліги. У клубі Міккель провів півтора року.
На початку 2020 футболіст підписав контракт до літа 2024 року з столичним клубом «Копенгаген».
Влітку 2021 був орендований німецьким «Гамбургом».

### Збірна
У 2018 році у складі збірної Данії (U-17) Міккель Кауфман брав участь у юнацькому чемпіонаті Європи, що проходив в Англії.